# 獵風行動
《獵風行動》（英語：Windtalkers）是一部2002年美國戰爭片，以塞班島戰役時的美國海軍陸戰隊及納瓦霍族譯碼員作為題材拍攝，由尼可拉斯·凱吉、亞當·比奇等人參與演出。

## 情節
太平洋戰爭期間，美軍利用納瓦霍語難以學習及理解、使用人口少且為美國獨有的特性，以該語言為基準設立了一套通信術語系統，但由於這套系統對納瓦霍語使用者而言仍需經過特殊訓練才能運用自如，因此大量招募多位納瓦霍人投入海軍陸戰隊受訓，以在戰場上利用新密碼降低美軍通信被日本軍破解的可能性。來自同個納瓦霍人部落的班·亞吉和多年摯友查理·白馬便在志願參軍、經過培訓後成為了海軍陸戰隊譯碼員。
喬·安德斯下士是一位從戰場上後送的傷員，他帶領的一個班因為密碼遭到破解，而在所羅門群島被日军圍殲，隊員全數陣亡，自己的左耳也被手榴彈炸聾，他因為這場慘劇而在生理和心理的磨難中療傷，之後在海軍護士麗塔的幫助下，他得以通過測驗，重新加入部隊。安德斯的長官梅立茲少校指派他擔任納瓦霍譯碼員的保鏢，而保鏢的任務除了保護譯碼員不受攻擊外，還必須在其不幸被敵軍俘虜時，儘速殺死自己保護的密碼員，以免敵軍以拷問等方式逼出破解法。接受重任後，安德斯晉升為中士，並與亞吉搭成一組，而白馬的保鏢則是另一位彼得·安德森中士。性格淳樸的亞吉想與自己的新搭檔交友，但在戰鬥中經歷多次生死交錯的安德斯，不願意再度蒙受痛失同袍的煎熬，而逼自己對亞吉保持冷淡。
1944年中，亞吉和安德斯的部隊被派為整個師的先頭部隊，參加塞班島戰役中的登陸搶灘行動。首次見血的亞吉和白馬，在槍林彈雨中，將日軍部隊和設施的坐標透過納瓦霍語、轉換給近海的海軍艦艇實施火力支援，因而攻下了灘頭、朝島北推進。之後於一次行經日軍陣地的行動中，部隊因前進至錯誤位置，而被海軍陸戰隊砲兵當成日軍誤擊，而亞吉的無線電也被打壞而無法要求砲擊中止。在後有友軍轟炸、前有日軍掃射的情況下，部隊在數分鐘內即死傷慘重，而亞吉和安德斯的隊友內里也被炸死。在必須潛入日本兵營尋找可用無線電的情況下，長得像亞洲人的亞吉撿來日軍軍裝，假扮成日本兵，安德斯則喬裝成被亞吉抓獲的戰俘。潛入日軍營地後，安德斯掏出藏好的手槍射倒數名日本軍，亞吉也被迫第一次近距殺人，刺死一位日軍通信兵，通知美軍砲兵把坐標修正到日軍的位置上，再逃回部隊裡。之後安德斯的長官因他冒險拯救了部隊而頒給他勛章，但安德斯卻在之後叫隊友帕帕斯把自己的勛章送給內里的妻子。
亞吉被送回指揮部後，海軍陸戰隊員到一座看似安全的村莊紮營，但日本陸軍卻對村莊展開突擊。安德森在頑強奮戰中被敵軍軍官從後斬首，在他旁邊的白馬則被認出是譯碼員而即將被俘。趕到旁邊的安德斯為了保護密碼，而必須槍殺白馬，但躲在暗處的他卻已用完子彈，只剩手榴彈。在白馬發現安德斯並對他點頭後，安德斯才拔栓投擲，炸死了白馬和日本士兵們。亞吉從指揮部到前線村落後，安德斯茫然地跟他說自己殺了白馬，亞吉在悲痛及盛怒之下拔出手槍想殺了他，儘管始終下不了手，但卻產生了對安德斯的怨隙及不諒解。
之後，海軍陸戰隊的新任務派遣部隊到島北的一座山去偵察，卻在山區誤入地雷帶，同時卻又遭到日軍伏擊，而難以從殺戮區逃出。此時埋藏在山上的日軍砲火又開始痛擊經過山下的一批美軍大隊。而仍未從白馬之死中釋懷的亞吉殺紅眼般地衝入敵陣宰人，卻在混戰中丟了背上的無線電。他和安德斯在搶回無線電時又雙雙中槍。在隊友帕帕斯和奇哥的掩護下，胸口中彈的安德斯把腿部受傷的亞吉扛到安全處，讓他用無線電指示航空隊轟炸日軍砲兵藏匿處，而救了山下的大批美軍。此時已失血過多的安德斯告訴亞吉自己當初是因為要保護密碼，自己才在被迫之下不情願地殺了白馬。然後，他才在流淚的亞吉之前嚥下最後一口氣。
復員之後，回到亞利桑那州的亞吉，和妻子與年幼的兒子到紀念碑谷，拿著安德斯的兵籍牌進行納瓦霍儀式，以悼念這位自己的救命恩人。
在片尾，本片解釋到這些納瓦霍語密碼是美軍打贏美日戰爭的關鍵因素之一，並且直到戰爭結束時都沒被破解。

## 演員列表
| 演员            | 角色                                 |
| 尼可拉斯·凱吉   | 喬·恩德斯中士（Sergeant Joe Enders）                    |
| 亞當·比奇       | 班·亞吉二等兵（Private Ben Yahzee），譯碼員            |
| 馬克·盧法洛     | 米洛·帕帕斯下士（Corporal Milo Pappas）                  |
| 彼得·斯特曼     | 理查·「老槍」·哈佐斯特槍炮士官長（Gunnery Sergeant Richard "Gunny" Hjelmstad） |
| 諾亞·艾莫瑞奇   | 查爾斯·「奇哥」·克拉斯特二等兵（Private Charles "Chick" Clusters）   |
| 克利斯汀·史萊特 | 彼得·「公牛」·安德森中士（Sergeant Peter "Ox" Anderson）         |
| 羅傑·威利       | 查理·白馬二等兵（Private Charlie Whitehorse），譯碼員          |
| 布萊恩·凡哈特   | 安德魯·哈利根二等兵（Private Andrew Harrigan）              |
| 馬丁·韓德森     | 湯瑪斯·內里二等兵（Private Thomas Nellie）                  |
| 法蘭絲·歐康納   | 麗塔（Rita），海軍護士                   |
| 傑森·艾薩克     | 梅立茲少校（Major Mellitz）                       |

## 製片
主體拍攝於2000年8月28日開始，在夏威夷進行製作，2001年2月結束。
本片在夏威夷的取景地點包括了古蘭尼牧場，LOST檔案和侏儸紀公園均曾在此拍攝過。為了扮演片中的海軍陸戰隊員，製片群追加招募了來自史考菲陸軍軍營、希卡姆空軍基地、珍珠港海軍基地及卡內奧黑海軍陸戰隊航空基地的志願者參與，當中更有來自第4武裝偵察連（4th Force Recon Company）的現役海軍陸戰隊員。部分暴力鏡頭為了避免本片被定為NC-17級片，而遭到刪減，但在DVD中仍有收錄。
在塞班島搶灘時出動的美國海軍F6F地獄貓戰鬥機則是以電腦動畫繪成。

## 評價
本片的製片成本據稱為1億1,500萬美元，但美國國內的4,100百萬票房加上海外票房後共計7,760多萬。本片原定上映日期，因遇到美國本土的九一一襲擊事件，為避免二次世界大戰題材敏感，衝擊當時反恐準戰爭狀態，故上映日期多次延宕。而評價方面以貶多於褒，在爛番茄的評比是33%，正面比負面為57:111。羅傑·艾伯特給予本片兩顆星，表示「本片的製作群將焦點放在凱吉飾演的白人陸戰隊員上時，便使它流於戰爭的陳腔濫調了。」。此外，本片也因為將納瓦霍裔譯碼員置為配角而受到批評，認為他們的角色不夠吃重。

## 獲獎及提名
| 年份 | 獎項               | 獲獎者               | 類別                    | 結果 |
| ---- | ------------------ | -------------------- | ----------------------- | ---- |
| 2003 | Harry Award        |                      | Appreciation of History | 提名 |
| 2003 | World Stunt Awards | Brett A. Jones       | Best Fire Stunt         | 獲獎 |
| 2003 | World Stunt Awards | Al Goto & David Wald | Best Fire Stunt         | 提名 |
| 2003 | World Stunt Awards | Spencer Sano         | Best High Work          | 提名 |